# Sprinto
 (mars 2020).
Si vous disposez d'ouvrages ou d'articles de référence ou si vous connaissez des sites web de qualité traitant du thème abordé ici, merci de compléter l'article en donnant les références utiles à sa vérifiabilité et en les liant à la section « Notes et références ».
Pour les articles homonymes, voir Finn (homonymie).
Le Sprinto est une classe monotype de dériveur ou de quillard pour la pratique sportive ou de loisir.

## Historique
Conçu par le cabinet d'architecture navale français Joubert-Nivelt et construit par le chantier Archambault, il a été lancé en 1995. Il existe deux versions : dériveur intégral ou quille relevable.
Le Sprinto garde du dériveur les sensations, les manœuvres et le double trapèze. Il emprunte à l'habitable une petite cabine et un peu de lest. 